# 심철호
심철호(? ~ )는 조선민주주의인민공화국의 정치인이다. 내각 체신상 겸 조선로동당 중앙위원회 중앙검사위원회 위원이다.

## 경력
1999년 내각 체신성 부상에 임명된 이후, 2006년 체신성 생산국장을 거쳐 2010년 체신성 부상에 올랐다. 2010년 9월 당 중앙검사위원회 위원에 선출되었다. 2012년 2월, 내각 체신상으로 임명되었다.

## 기타
2011년 12월 김정일 사망 당시에 국가 장의위원회 위원을 맡았다.